# Košarkarsko društvo Hopsi Polzela
Il K.D. Polzela è una società cestistica avente sede a Polzela, in Slovenia. Fondata nel 1992, gioca nel campionato sloveno.
Disputa le partite interne nella Sportshall Polzela, che ha una capacità di 1.800 spettatori.

## Palmarès

### Titoli nazionali
- Coppa di Slovenia: 1

1996

## Finali disputate

### Nazionali
Campionato sloveno
1995 vs. KK Union Olimpija
1997 vs. KK Union Olimpija
1998 vs. KK Union Olimpija
Coppa di Slovenia
1994 vs. KK Union Olimpija
1997 vs. KK Union Olimpija